# Coniopteryx angustipennis
Coniopteryx angustipennis är en insektsart som beskrevs av Günther Enderlein 1906. Coniopteryx angustipennis ingår i släktet Coniopteryx och familjen vaxsländor. Inga underarter finns listade i Catalogue of Life.